# نفق حزقيا

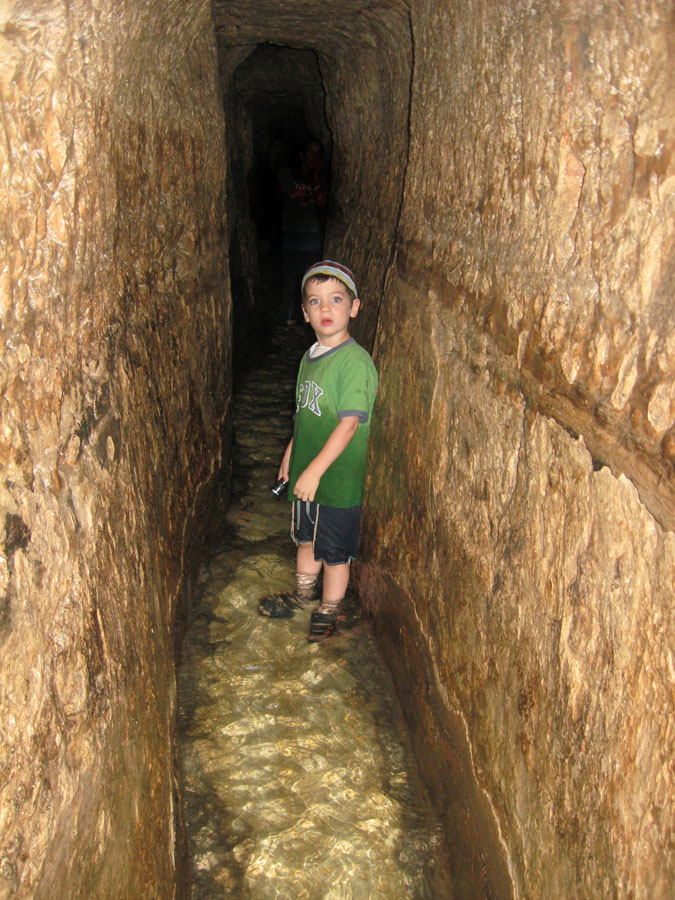
نفق حزقيا في 2010

نفق حزقيا (بالعبرية: נִקְבַּת השילוח) ويسمى أيضاً نفق سلوام وهو نفق موجود تحت مدينة داؤد في القدس/أورشليم، إسمه أتى من حزقيا ملك مملكة يهوذا والذي حكم في أواخر القرن الثامن وأوائل القرن السابع قبل الميلاد وقد أُشير إليه في سفر الملوك الثاني في الكتاب المقدس  حزقيا بنى هذا النفق عندما كان الآشوريون يحاصرون أورشليم وتدفق المياه إليه من نبع أم الدرج الذي كان يأتي من الجنوب.